# Lamérac
Lamérac korábbi község Franciaországban, Charente megyében. Lakosainak száma 224 fő (2018. január 1.). Lamérac Baignes-Sainte-Radegonde, Guimps, Montchaude, Saint-Ciers-Champagne, Saint-Maigrin és Montmérac községekkel határos.
2016. január 1-jén Montchaude korábbi községgel egyesült és az így létrejött Montmérac új község része lett.

## Népesség
A település népességének változása:
| Lakosok száma | 248  | 201  | 183  | 186  | 216  | 194  | 196  | 200  | 226  | 224  |
|               | 1962 | 1968 | 1982 | 1990 | 1999 | 2008 | 2011 | 2013 | 2017 | 2018 |